# Höftbenskam
| Lateral vy. |
| Medial vy. |
| Höger höftben, lateral respektive medial vy. Tarmbenskammen, här kallad "Crest of ilium", utgör höftbenets övre kant. Illustration: Gray's Anatomy, 1918. (PD) |

Höft(bens)kam eller tarmbenskam (latin: crista iliaca) är, i människans kropp, benkammen som kröner tarmbenet (os ilium) och därmed även höftbenen (os coxae) samt bäckenet (pelvis).
Höftkammen är ventrodorsalt (framifrån bakåt) konvex. Dess främre del är riktad sagittalt (framåt) och dess bakre mer lateralt (åt sidorna). 
Den är smalast i mitten och mynnar ut i en främre respektive bakre "tagg" (spina iliaca anterior/posterior superior). Tjockast är den vid den tuberkel (tuberculum iliacum) som sitter utvändigt på kammen omkring fem centimeter bakom spina anterior.
På kammens breda och skrovliga ovansida finns tre längsgående spår som utgör fäste för bukmuskler (mm. abdominis). På utsidan fäster m. tensor fasciae latae, m. obliquus externus abdominis och m. latissimus dorsi. Lårmusklernas fascia, fascia lata, fäster utvändigt längs med hela kammen. Invändigt fäster fascia iliaca, m. transversus abdominis, m. quadratus lumborum, m. erector spinae och m. iliacus. Mellan de in- och utvändiga muskelfästena fäster m. obliquus internus abdominis.